# Sometimes in April
Sometimes in April is een Amerikaanse televisiefilm uit 2005, geschreven en geregisseerd door de Haitaanse regisseur Raoul Peck met o.a. Idris Elba, Oris Erhuero, Carole Karemera en Debra Winger.
De film werd uitgezonden op de Amerikaanse zender HBO en op PBS. In tegenstelling tot de film Hotel Rwanda werden sommige gewelddadigheden vrij expliciet in beeld gebracht, wat de film een TV-MA-classificatie opleverde. Sommige scenes werden op locatie opgenomen.

## Plot
In de film wordt een jonge Hutu (Idris Elba) gevolgd die worstelt met het trauma van de Rwandese genocide, afgewisseld met het ontstaan van het conflict, het gebrek aan internationale reacties en het effect dat het heeft op de burgerbevolking, zoals zijn broer, die terechtstaat voor misdaden tegen de Tutsi voor het Internationale Strafhof van Rwanda voor oorlogsmisdaden.